# Christina Wikström (forskare)
Anna Christina Wikström, född Nordin den 3 maj 1967 i Umeå, Västerbottens län, är en svensk universitetslektor i beteendevetenskapliga mätningar, verksam vid Institutionen för tillämpad utbildningsvetenskap, Umeå universitet. Åren 2020–2022 tjänstgjorde hon som biträdande prefekt med ansvar för institutionens forsknings- och forskarutbildningsfrågor, innan hon 2022 tog över efter Per-Erik Lyrén som projektledare för Högskoleprovet. Wikström är också ordförande i Högskoleprovets vetenskapliga råd.
Christina Wikström växte upp i Holmsund i Umeå kommun. Efter studier på Östra gymnasiet i Umeå läste hon konsthantverkslinjen på Edelviks folkhögskola i Burträsk och ett år på ABF:s konstskola i Umeå, innan hon sökte sig till Umeå universitet. Där läste hon först engelska och pedagogik innan hon tog examen vid Lärarhögskolan, med engelska och bild som huvudämnen. 
Åren 1993–1995 arbetade hon som grundskollärare i Umeå, och därefter (1996–2001) som provutvecklare och avdelningschef på det lokala företaget Enlight, innan hon återvände till Umeå universitet där hon antogs till forskarutbildning.
Wikström disputerade 2005 med avhandlingen Criterion-referenced measurement for educational evaluation and selection.
Åren 2001–2010 var Wikström styrelseledamot i the Association for Educational Assessment – Europe, där hon från 2020 till 2022 verkade som ordförande.
Christina Wikström är gift och har tre barn med Magnus Wikström, professor i nationalekonomi vid Umeå universitet.